# Priemjer Ligasy (2014)
Sezon (2014) był 23. edycją Priemjer-Ligi – najwyższej piłkarskiej klasy rozgrywkowej w Kazachstanie. Liga liczyła 12 zespołów. Rozgrywki rozpoczęły się 15 marca, a zakończyły się 9 listopada 2014 roku. Tytułu nie obroniła drużyna FK Aktöbe. Nowym mistrzem Kazachstanu został zespół FK Astana. Tytuł króla strzelców zdobył Foxi Kéthévoama, który w barwach FK Astany strzelił 16 goli.
W pierwszej części sezonu drużyny rozgrywały ze sobą dwa mecze w tradycyjnym systemie kołowym (22 kolejki). Po 22. kolejce zespoły przystępowały do rywalizacji w drugiej części, w której 12 drużyn zostało podzielonych na dwie 6-zespołowe grupy, w których rozgrywają mecze w systemie kołowym o następujące pozycje:
- w grupie mistrzowskiej o miejsca 1. – 6. (za zdobycie pierwszego miejsce zespół zyskuje prawo gry w kwalifikacjach Ligi Mistrzów UEFA (2015/2016)
- w grupie spadkowej o miejsca 7. – 12.

Liczbę punktów zdobyta przez daną drużynę dzielona była przez dwa. Jedną połowę (zaokrągloną do góry) pozostawiano, a drugą połowę (zaokrągloną do dołu) odejmowano.

## Uczestniczące drużyny
| Uczestnicy z poprzedniej edycji                                                                               | Uczestnicy z poprzedniej edycji | Uczestnicy z poprzedniej edycji | Uczestnicy z poprzedniej edycji |
| --- | ------------------------------- | ------------------------------- | ------------------------------- |
| AKT | Aktöbe FK                       | 1                               |                                 |
| AST | FK Astana                       | 2                               |                                 |
| KRT | Kajrat Ałmaty                   | 3                               |                                 |
| SZK | Szachtior Karaganda             | 4                               |                                 |
| ORD | Ordabasy Szymkent               | 5                               |                                 |
| JER | Irtysz Pawłodar                 | 6                               |                                 |
| TOB | Toboł Kustanaj                  | 7                               |                                 |
| ATY | FK Atyrau                       | 8                               |                                 |
| ŻET | Żetisu Tałdykorgan              | 9                               |                                 |
| TAR | FK Taraz                        | 10                              |                                 |
| Spadek z Priemjer-Liga kazachska (2013)                                                                       |                                 |                                 |                                 |
| WOS | Wostok Öskemen                  | 11                              |                                 |
| AKŻ | Akżajyk Orał                    | 12                              |                                 |
| Awans z Birinszi liga (2013)                                                                                  |                                 |                                 |                                 |
| KSR | Kajsar Kyzyłorda                | 1                               |                                 |
| SEM | Spartak Semej                   | 2                               |                                 |
| Oznaczenia: - kolumna pierwsza – skróty nazw drużyn, - kolumna trzecia – miejsce zajęte w poprzednim sezonie. |                                 |                                 |                                 |

## Tabela
| Lp. | Drużyna             | M  | Z  | R | P  | Bramki | Bramki | Różn. | Pkt | Uwagi                               |
| --- | ------------------- | -- | -- | - | -- | ------ | ------ | ----- | --- | ----------------------------------- |
| 1   | Aktöbe FK           | 22 | 12 | 7 | 3  | 34     | 17     | +17   | 43  | Kwalifikacja do grupy mistrzowskiej |
| 2   | Kajrat Ałmaty       | 22 | 13 | 3 | 6  | 41     | 20     | +21   | 42  | Kwalifikacja do grupy mistrzowskiej |
| 3   | FK Astana           | 22 | 10 | 9 | 3  | 34     | 17     | +17   | 39  | Kwalifikacja do grupy mistrzowskiej |
| 4   | Szachtior Karaganda | 22 | 11 | 3 | 8  | 33     | 27     | +6    | 36  | Kwalifikacja do grupy mistrzowskiej |
| 5   | Ordabasy Szymkent   | 22 | 10 | 5 | 7  | 24     | 22     | +2    | 35  | Kwalifikacja do grupy mistrzowskiej |
| 6   | Kajsar Kyzyłorda    | 22 | 8  | 8 | 6  | 23     | 23     | 0     | 32  | Kwalifikacja do grupy mistrzowskiej |
| 7   | Żetisu Tałdykorgan  | 22 | 7  | 6 | 9  | 15     | 18     | −3    | 27  | Kwalifikacja do grupy spadkowej     |
| 8   | Toboł Kustanaj      | 22 | 6  | 8 | 8  | 22     | 29     | −7    | 26  | Kwalifikacja do grupy spadkowej     |
| 9   | Irtysz Pawłodar     | 22 | 6  | 6 | 10 | 28     | 35     | −7    | 24  | Kwalifikacja do grupy spadkowej     |
| 10  | FK Atyrau           | 22 | 6  | 6 | 10 | 19     | 27     | −8    | 24  | Kwalifikacja do grupy spadkowej     |
| 11  | FK Taraz            | 22 | 5  | 4 | 13 | 21     | 34     | −13   | 19  | Kwalifikacja do grupy spadkowej     |
| 12  | Spartak Semej       | 22 | 3  | 5 | 14 | 16     | 41     | −25   | 14  | Kwalifikacja do grupy spadkowej     |

## Grupa mistrzowska
| Lp. | Drużyna            | M  | Z  | R  | P  | Bramki | Bramki | Różn. | Pkt | Uwagi                                       |
| --- | ------------------ | -- | -- | -- | -- | ------ | ------ | ----- | --- | ------------------------------------------- |
| 1   | FK Astana (M)      | 32 | 18 | 10 | 4  | 63     | 26     | +37   | 45  | Liga Mistrzów UEFA • I runda kwalifikacyjna |
| 2   | Aktöbe FK          | 32 | 17 | 10 | 5  | 54     | 31     | +23   | 40  | Liga Europy UEFA • I runda kwalifikacyjna   |
| 3   | Kajrat Ałmaty      | 32 | 18 | 5  | 9  | 58     | 33     | +25   | 38  | Liga Europy UEFA • I runda kwalifikacyjna   |
| 4   | Ordabasy Szymkent1 | 32 | 13 | 5  | 14 | 34     | 44     | −10   | 27  | Liga Europy UEFA • I runda kwalifikacyjna   |
| 5   | Kajsar Kyzyłorda   | 32 | 10 | 13 | 9  | 30     | 34     | −4    | 27  |                                             |
| 6   | Spartak Semej      | 32 | 11 | 6  | 15 | 41     | 49     | −8    | 21  |                                             |

## Grupa spadkowa
| Lp. | Drużyna            | M  | Z  | R  | P  | Bramki | Bramki | Różn. | Pkt | Uwagi                          |
| --- | ------------------ | -- | -- | -- | -- | ------ | ------ | ----- | --- | ------------------------------ |
| 7   | Toboł Kustanaj1    | 32 | 10 | 12 | 10 | 35     | 35     | 0     | 26  |                                |
| 8   | Żetisu Tałdykorgan | 32 | 10 | 8  | 14 | 21     | 31     | −10   | 25  |                                |
| 9   | FK Atyrau          | 32 | 10 | 7  | 15 | 30     | 43     | −13   | 25  |                                |
| 10  | Irtysz Pawłodar    | 32 | 9  | 10 | 13 | 39     | 44     | −5    | 25  |                                |
| 11  | FK Taraz           | 32 | 9  | 7  | 16 | 32     | 45     | −13   | 25  | Baraż o utrzymanie             |
| 12  | Spartak Semej      | 32 | 7  | 7  | 18 | 30     | 52     | −22   | 21  | Spadek do Birinszi liga (2015) |

## Baraż o utrzymanie
11. zespół ligi FK Taraz musiał po zakończeniu sezonu zmierzyć się w meczu barażowym z wicemistrzem sezonu 2014 Birinszi ligi – FK Kyran Szymkent o prawo gry w sezonie 2015 Priemjer Ligasy.
| 16 listopada 2014 10:00 | FK Taraz | 1:1 (pd.) k. 3:1(0:1, 1:1, 1:1) | FK Kyran Szymkent | Astana Arena Sędzia: Aidin Rachimbajew |
|                         |          |                                 |                   |                                        |

## Najlepsi strzelcy
| Bramki | Zawodnik             | Drużyna             |
| ------ | -------------------- | ------------------- |
| 16     | Foxi Kéthévoama      | FK Astana           |
| 13     | Miloš Trifunović     | FK Atyrau           |
| 12     | Gerard Gohou         | Kajrat Ałmaty       |
| 11     | Kostiantyn Dudczenko | Irtysz Pawłodar     |
| 10     | Patrick Twumasi      | FK Astana           |
| 10     | Mihret Topčagić      | Szachtior Karaganda |
| 9      | Marat Chajrullin     | FK Aktöbe           |

Źródło: